# Environiq arena
Environiq Arena är primärt en inomhusarena för sport och underhållning i Kristinehamn, Sverige. Konstruktionen påbörjades 2006 och invigdes 2007.
Evironiq Arena har blivit utvald som mästerskapsarena, underhållningsarena och utställningshall. Denna arena är först och främst en inomhusarena för fotboll med en yta på 57×90 meter och även för inomhusfriidrott. 

## Utveckling
Arenan växer just nu[när?] med ett nytt badhusbygge som byggs ihop med komplexet. Senare skapas ytterligare en mindre hall.